# L'intervista
L'intervista è stato un programma televisivo italiano di genere talk show condotto da Maurizio Costanzo dal 17 novembre 2016 al 27 ottobre 2021 in seconda serata su Canale 5.

## Il programma
Il programma, in cui il conduttore intervista personaggi famosi, è ispirato ad un format spagnolo. In ogni puntata, un ospite si trova al centro di uno studio a forma di cubo sulle cui pareti scorrono filmati, immagini e parole riguardanti la sua vita professionale e privata che, premendo un pulsante, ha la possibilità di interrompere. Dai filmati e dalle reazioni dell'intervistato, il conduttore trae spunti per intervistare l'ospite.

## Edizioni
| Edizione | Conduzione        | Periodo           | Periodo          | Puntate | Studio                            |
| Edizione | Conduzione        | Inizio            | Fine             | Puntate | Studio                            |
| -------- | ----------------- | ----------------- | ---------------- | ------- | --------------------------------- |
| 1ª       | Maurizio Costanzo | 6 ottobre 2016    | 17 novembre 2016 | 7       | Studio 4 del Centro Titanus Elios |
| 2ª       | Maurizio Costanzo | 26 gennaio 2017   | 23 marzo 2017    | 8       | Studio 4 del Centro Titanus Elios |
| 3ª       | Maurizio Costanzo | 5 ottobre 2017    | 2 novembre 2017  | 5       | Studio 4 del Centro Titanus Elios |
| 4ª       | Maurizio Costanzo | 18 gennaio 2018   | 1º marzo 2018    | 6       | Studio 4 del Centro Titanus Elios |
| 5ª       | Maurizio Costanzo | 14 maggio 2018    | 28 maggio 2018   | 3       | Studio 4 del Centro Titanus Elios |
| 6ª       | Maurizio Costanzo | 17 settembre 2018 | 18 ottobre 2018  | 6       | Studio 4 del Centro Titanus Elios |
| 7ª       | Maurizio Costanzo | 12 marzo 2020     | 26 marzo 2020    | 3       | Studio 4 del Centro Titanus Elios |
| 8ª       | Maurizio Costanzo | 21 maggio 2020    | 11 giugno 2020   | 4       | Studio 4 del Centro Titanus Elios |
| 9ª       | Maurizio Costanzo | 20 ottobre 2021   | 27 ottobre 2021  | 2       | Studio 4 del Centro Titanus Elios |

## Puntate e ascolti

### Prima edizione (2016)
La prima edizione è andata in onda dal 6 ottobre al 17 novembre 2016, in seconda serata su Canale 5 per sette puntate.
| Puntata | Messa in onda    | Ospite             | Telespettatori | Share  | Fonte |
| ------- | ---------------- | ------------------ | -------------- | ------ | ----- |
| 1       | 6 ottobre 2016   | Wanna Marchi       | 1 557 000      | 14,80% | [ 2 ] |
| 2       | 13 ottobre 2016  | Fabrizio Corona    | 1 122 000      | 10,52% | [ 3 ] |
| 3       | 20 ottobre 2016  | Giorgio Napolitano | 805 000        | 7,70%  | [ 4 ] |
| 4       | 27 ottobre 2016  | Belén Rodríguez    | 1 607 000      | 14,00% | [ 5 ] |
| 5       | 3 novembre 2016  | Morgan             | 1 126 000      | 9,40%  | [ 6 ] |
| 6       | 10 novembre 2016 | Simona Ventura     | 1 431 000      | 12,60% | [ 7 ] |
| 7       | 17 novembre 2016 | Enrico Mentana     | 1 080 000      | 9,10%  | [ 8 ] |
| Media   | Media            | Media              | 1 247 000      | 11,16% |       |

### Seconda edizione (2017)
La seconda edizione è andata in onda dal 26 gennaio al 23 marzo 2017, in seconda serata su Canale 5 per otto puntate.
| Puntata | Messa in onda    | Ospite                 | Telespettatori | Share  | Fonte  |
| ------- | ---------------- | ---------------------- | -------------- | ------ | ------ |
| 1       | 26 gennaio 2017  | Diego Armando Maradona | 1 425 000      | 13,35% | [ 9 ]  |
| 2       | 2 febbraio 2017  | Maria De Filippi       | 2 653 000      | 22,21% | [ 10 ] |
| 3       | 16 febbraio 2017 | Emma Marrone           | 1 507 000      | 14,67% | [ 11 ] |
| 4       | 23 febbraio 2017 | Raoul Bova             | 1 016 000      | 10,01% | [ 12 ] |
| 5       | 2 marzo 2017     | Beatrice Lorenzin      | 723 000        | 5,13%  | [ 13 ] |
| 6       | 9 marzo 2017     | Valeria Marini         | 799 000        | 7,60%  | [ 14 ] |
| 7       | 16 marzo 2017    | Alessia Marcuzzi       | 914 000        | 8,01%  | [ 15 ] |
| 8       | 23 marzo 2017    | Francesco Totti        | 927 000        | 8,65%  | [ 16 ] |
| Media   | Media            | Media                  | 1 245 500      | 11,20% |        |

### Terza edizione (2017)
La terza edizione è andata in onda dal 5 ottobre al 2 novembre 2017, in seconda serata su Canale 5 per cinque puntate. La quinta puntata, a differenza di tutte le altre, è stata trasmessa in prima serata.
| Puntata | Messa in onda   | Ospite              | Telespettatori | Share  | Fonte  |
| ------- | --------------- | ------------------- | -------------- | ------ | ------ |
| 1       | 5 ottobre 2017  | Pietro Maso         | 979 000        | 11,80% | [ 17 ] |
| 2       | 12 ottobre 2017 | Mara Venier         | 1 095 000      | 14,95% | [ 18 ] |
| 3       | 19 ottobre 2017 | Federica Pellegrini | 917 000        | 11,30% | [ 19 ] |
| 4       | 26 ottobre 2017 | Gerry Scotti        | 1 251 000      | 16,30% | [ 20 ] |
| 5       | 2 novembre 2017 | Silvio Berlusconi   | 2 193 000      | 8,70%  | [ 21 ] |
| Media   | Media           | Media               | 1 287 000      | 12,60% |        |

### Quarta edizione (2018)
La quarta edizione è andata in onda dal 18 gennaio al 1º marzo 2018, in seconda serata su Canale 5 per sei puntate.
| Puntata | Messa in onda    | Ospite            | Telespettatori | Share  | Fonte  |
| ------- | ---------------- | ----------------- | -------------- | ------ | ------ |
| 1       | 18 gennaio 2018  | Al Bano           | 1 295 000      | 14,40% | [ 22 ] |
| 2       | 25 gennaio 2018  | Antonella Clerici | 1 342 000      | 11,60% | [ 23 ] |
| 3       | 1º febbraio 2018 | Pippo Baudo       | 1 184 000      | 11,40% | [ 24 ] |
| 4       | 15 febbraio 2018 | Gianluigi Buffon  | 895 000        | 8,21%  | [ 25 ] |
| 5       | 22 febbraio 2018 | Michelle Hunziker | 1 472 000      | 13,43% | [ 26 ] |
| 6       | 1º marzo 2018    | Ornella Vanoni    | 792 000        | 8,50%  | [ 27 ] |
| Media   | Media            | Media             | 1 163 000      | 11,26% |        |

### Quinta edizione (2018)
La quinta edizione del programma è andata in onda dal 14 maggio al 28 maggio 2018 in seconda serata su Canale 5 per tre puntate.
| Puntata | Messa in onda  | Ospite        | Telespettatori | Share  | Fonte  |
| ------- | -------------- | ------------- | -------------- | ------ | ------ |
| 1       | 14 maggio 2018 | Romina Power  | 1 475 000      | 17,7%  | [ 28 ] |
| 2       | 21 maggio 2018 | Amanda Lear   | 869 000        | 10%    | [ 29 ] |
| 3       | 28 maggio 2018 | Paolo Bonolis | 1 043 000      | 12%    | [ 30 ] |
| Media   | Media          | Media         | 1 129 000      | 13,23% |        |

### Sesta edizione (2018)
La sesta edizione del programma è andata in onda dal 17 settembre al 18 ottobre 2018 in seconda serata su Canale 5 per cinque puntate.
| Puntata | Messa in onda     | Ospite          | Telespettatori | Share  |
| ------- | ----------------- | --------------- | -------------- | ------ |
| 1       | 17 settembre 2018 | Fedez           | 980 000        | 11,30% |
| 2       | 27 settembre 2018 | Massimo Giletti | 512 000        | 6,70%  |
| 3       | 4 ottobre 2018    | Matteo Renzi    | 712 000        | 7,87%  |
| 4       | 11 ottobre 2018   | Loredana Bertè  | 629 000        | 6,43%  |
| 5       | 18 ottobre 2018   | Carlo Conti     | 855 000        | 10,90% |
| Media   | Media             | Media           | 737 600        | 8,64%  |

### Settima edizione (2020)
La settima edizione del programma è andata in onda dal 12 al 26 marzo 2020 in seconda serata su Canale 5 per tre puntate.
| Puntata | Messa in onda | Ospite                       | Telespettatori | Share |
| ------- | ------------- | ---------------------------- | -------------- | ----- |
| 1       | 12 marzo 2020 | Emanuele Filiberto di Savoia | 982 000        | 8,48% |
| 2       | 19 marzo 2020 | Elena Santarelli             | 944 000        | 8,66% |
| 3       | 26 marzo 2020 | Enrico Brignano              | 1 316 000      | 9,74% |
| Media   | Media         | Media                        | 1 080 000      | 8,96% |

### Ottava edizione (2020)
L'ottava edizione del programma è andata in onda dal 21 maggio all'11 giugno 2020 in seconda serata su Canale 5 per quattro puntate.
| Puntata | Messa in onda  | Ospite           | Telespettatori | Share |
| ------- | -------------- | ---------------- | -------------- | ----- |
| 1       | 21 maggio 2020 | Ambra Angiolini  | 967 000        | 8,50% |
| 2       | 28 maggio 2020 | Luigi Di Maio    | 704 000        | 7,70% |
| 3       | 4 giugno 2020  | Tommaso Paradiso | 778 000        | 6,48% |
| 4       | 11 giugno 2020 | Giorgia Meloni   | 770 000        | 7,19% |
| Media   | Media          | Media            | 804 000        | 7,46% |

### Nona edizione (2021)
La nona, ed ultima edizione del programma è andata in onda il 20 e il 27 ottobre 2021 in seconda serata su Canale 5 per due puntate.
| Puntata | Messa in onda   | Ospite         | Telespettatori | Share  | Fonte  |
| ------- | --------------- | -------------- | -------------- | ------ | ------ |
| 1       | 20 ottobre 2021 | Gianni Morandi | 1 063 000      | 14,65% | [ 31 ] |
| 2       | 27 ottobre 2021 | Pio e Amedeo   | 1 106 000      | 13,61% | [ 32 ] |
| Media   | Media           | Media          | 1 085 000      | 14,13% |        |

## Audience
| Edizione | Rete televisiva | Anno | Stagione          | Programmazione | Programmazione | Programmazione | Programmazione | Programmazione | Programmazione | Programmazione | Collocazione   | Telespettatori | Share  |
| Edizione | Rete televisiva | Anno | Stagione          | L              | M              | M              | G              | V              | S              | D              | Collocazione   | Telespettatori | Share  |
| -------- | --------------- | ---- | ----------------- | -------------- | -------------- | -------------- | -------------- | -------------- | -------------- | -------------- | -------------- | -------------- | ------ |
| 1ª       | Canale 5        | 2016 | autunno           |                |                |                |                |                |                |                | Seconda serata | 1 247 000      | 11,16% |
| 2ª       | Canale 5        | 2017 | inverno-primavera | 1 245 000      | 11,20%         |                |                |                |                |                | Seconda serata |                |        |
| 3ª       | Canale 5        | 2017 | autunno           | 1 287 000      | 12,60%         |                |                |                |                |                | Seconda serata |                |        |
| 4ª       | Canale 5        | 2018 | inverno           | 1 163 000      | 11,26%         |                |                |                |                |                | Seconda serata |                |        |
| 5ª       | Canale 5        | 2018 | primavera         |                |                | 1 129 000      | 13,23%         |                |                |                | Seconda serata |                |        |
| 6ª       | Canale 5        | 2018 | estate-autunno    |                | 737 000        | 8,64%          |                |                |                |                | Seconda serata |                |        |
| 7ª       | Canale 5        | 2020 | inverno-primavera |                | 1 080 000      | 8,96%          |                |                |                |                | Seconda serata |                |        |
| 8ª       | Canale 5        | 2020 | inverno-primavera | 804 000        | 7,46%          |                |                |                |                |                | Seconda serata |                |        |
| 9ª       | Canale 5        | 2021 | autunno           |                |                | 1 085 000      | 14,13%         |                |                |                | Seconda serata |                |        |